# میهائلا داسکلو
میهائلا داسکلو (رومانیایی: Mihaela Dascălu؛ زادهٔ ۱۲ فوریهٔ ۱۹۷۰) اسکیت‌باز سرعت اهل رومانی است.
وی در بازی‌های المپیک زمستانی ۱۹۹۲، ۱۹۹۴ و ۱۹۹۸ شرکت کرده است.